# Bagan Bilah
Bagan Bilah is een bestuurslaag in het regentschap Labuhan Batu van de provincie Noord-Sumatra, Indonesië. Bagan Bilah telt 3030 inwoners (volkstelling 2010).